# マイケル・ウィナー
マイケル・ウィナー（Michael Winner, 1935年10月30日 - 2013年1月21日）は、イギリス出身の映画監督・映画プロデューサー。
編集技師としてアーノルド・クラストまたはアーノルド・クラスト・ジュニアの名義を使用することもある。

## 略歴
ロンドンのユダヤ系の裕福な家庭に生まれる。父親はロシア系、母親はポーランド人。ケンブリッジ大学のダウニング・カレッジで学ぶ。学生時代から雑誌にコラムを書いていた。
BBCに入り、テレビ番組のアシスタント・ディレクターとして業界入りし、1960年に監督としてデビューする。チャールズ・ブロンソン主演の映画『チャトズ・ランド』『メカニック』『狼よさらば』『ロサンゼルス』『スーパー・マグナム』などで知られる。殆どの作品で監督と製作を兼務するほか、『死海殺人事件』のように脚本まで手掛ける事も多い。
21世紀に入って以降は映画監督としての活動は少ないが、イギリスのテレビ番組や広告に出演したり、長年『サンデー・タイムズ』紙にレストランの批評を執筆していることでも知られた。
2013年1月21日、ロンドンの自宅で死去した。77歳没。

## 主な監督作品
- ジョーカー野郎　The Jokers (1967年)
- 明日に賭ける I'll Never Forget What's'isname （1967年）
- 脱走山脈 Hannibal Brooks （1969年）
- 栄光への賭け The Games （1970年）
- 追跡者 Lawman （1971年）
- 妖精たちの森 The Nightcomers （1971年）
- チャトズ・ランド Chato's Land （1972年）
- メカニック The Mechanic （1972年）
- スコルピオ Scorpio （1973年）
- シンジケート The Stone Killer （1973年）
- 狼よさらば Death Wish （1974年）
- 名犬ウォン・トン・トン Won Ton Ton, the Dog Who Saved Hollywood （1976年）
- センチネル The Sentinel （1977年）
- 大いなる眠り The Big Sleep （1978年）
- リベンジャー Firepower （1979年）
- ロサンゼルス Death Wish II （1982年）
- スーパー・マグナム Death Wish 3 （1985年）
- 死海殺人事件 Appointment with Death （1988年）
- ダブルチェイス/俺たちは007じゃない Bullseye! （1990年）
- ダーティ・ウィークエンド Dirty Weekend （1993年）